# Панциферное число
В математике, панциферное число является целым числом (в какой-то выбранной системе счисления), в котором каждая цифра данной системы счисления появляется по крайней мере один раз. Например, 1223334444555556666667777777888888889999999990 - это панциферное число в десятичной системе счисления. Последовательность A050278 перечисляет несколько первых панциферных чисел в десятичной системе:
1023456789, 1023456798, 1023456879, 1023456897, 1023456978, 1023456987, 1023457689
Самое маленькое панциферное число в системе счисления с основанием b — это целое число, принимающее форму:
{\displaystyle b^{b-1}+\sum _{d=2}^{b-1}db^{b-1-d}}
Данная таблица перечисляет наименьшие панциферные числа в некоторых выбранных системах счисления:
| Основание     | Наименьшее панциферное число         | Значения в десятичной системе                           |
| ------------- | ------------------------------------ | ------------------------------------------------------- |
| 1             | 1                                    | 1                                                       |
| 2             | 10                                   | 2                                                       |
| 3             | 102                                  | 11                                                      |
| 4             | 1023                                 | 75                                                      |
| 8             | 10234567                             | 2177399                                                 |
| 10            | 1023456789                           | 1023456789                                              |
| 12            | 1023456789AB                         | 754777787027                                            |
| 16            | 1023456789ABCDEF                     | 1162849439785405935                                     |
| 36            | 1023456789ABCDEFGHIJKLMNOPQRSTUVWXYZ | 2959962226643665039859858867133882191922999717199870715 |
| Римские цифры | MCDXLIV                              | 1444                                                    |

A049363 перечисляет значения панциферных чисел в десятичной системе для первых 18 систем счисления.
Тривиальным образом, все положительные целые числа являются панциферными в унарной системе счисления. В бинарной системе счисления, все целые числа являются панциферными, кроме 0 и чисел, принимающих форму {\displaystyle 2^{n}-1} (Число Мерсенна). Чем больше система счисления, тем меньше в ней панциферных чисел, хотя всегда можно найти {\displaystyle b^{x}} панциферных чисел, следующих друг за другом с излишними цифрами, если написать все цифры выбранной системы счисления вместе (но не ставя ноль или нули в начало) и добавить x + 1 нулей в конце.
Также, наоборот, чем меньше система счисления, тем меньше панциферных чисел без излишних цифр в ней существует. 2 это единственное такое панциферное число в бинарной системе счисления, в то время как таких чисел больше в десятичной системе счисления.
Иногда, термин «панциферное число» используется только для тех панциферных чисел, у которых нету излишних цифр. В некоторых случаях, число может называться панциферным даже если в нём нету нуля или нулей. К примеру, 923456781 (такие числа иногда называются «безнулевыми панциферными числами»).
Ни одно панциферное число в десятичной системе счисления не может быть простым числом, если у него нету излишних цифр. Сумма цифр от 0 до 9 равна 45, а данное число делится без остатка как на 3, так и на 5, так и на 9. Первое панциферное число в десятичной системе счисления это 10123457689; A050288 продолжает последовательность.
По разным причинам, излишние цифры также нужны, чтобы панциферное число (в любой системе счисления кроме унарной) было также палиндромом в этой системе счисления. Наименьшее панциферное палиндромное число в десятичной системе это 1023456789876543201.
Наибольшее панциферное число без излишних цифр, которое также является квадратным числом, это 9814072356.
Двое из безнулевых панциферных чисел Фридмана это: 123456789 = ((86 + 2 × 7)5 — 91) / 34, и 987654321 = (8 × (97 + 6/2)5 + 1) / 34.
Панциферное число Фридмана без излишних цифр это квадратное число: 2170348569 = 465872 + (0 × 139).
В то время, как многое, что было выше сказано не применяется к римским цифрам, существуют панциферные числа: MCDXLIV, MCDXLVI, MCDLXIV, MCDLXVI, MDCXLIV, MDCXLVI, MDCLXIV, MDCLXVI. Эти числа, перечисленные в A105416, используют каждую цифру только единожды, в то время как в A105417 перечислены римские цифры с повторениями.
Панциферные числа иногда полезны в рекламе. К примеру, некоторые банки используют рекламу с изображением банковских карт, на которых изображены панциферные числа с излишними числами, тем самым делая изображённую банковскую карту фиктивной.

## Примеры панциферных чисел в десятичной системе счисления
- 123456789 = Первое безнулевое панциферное число.
- 381654729 = Единственное безнулевое панциферное число, в котором первые n цифр делятся на число n.
- 987654321 = Наибольшее безнулевое панциферное число без излишних цифр.
- 1023456789 = Первое панциферное число.
- 1234567890 = Первое панциферное число, в котором все цифры в порядке возрастания.
- 3816547290 = Единственное панциферное число без излишних цифр, в котором первые n цифр делятся на число n.
- 9876543210 = Наибольшее панциферное число без излишних цифр.
- 9814072356 = Наибольшее панциферное число без излишних цифр, которое также является квадратным числом. Это число квадрат числа 99066.
- 12345678987654321 = Панциферное число, в котором все цифры, кроме нуля находятся одновременно как и в порядке возрастания, так и в порядке убывания. Это число квадрат числа 111111111.